# Cahier de textes
Pour les articles homonymes, voir CDT.
Un cahier de textes (CDT) est un cahier personnel où l’on écrit des informations importantes comme son identité, ainsi que du contenu supplémentaire (devoirs scolaires, notes). Très répandu en milieu scolaire, il se fait surtout concurrencer par l’agenda.

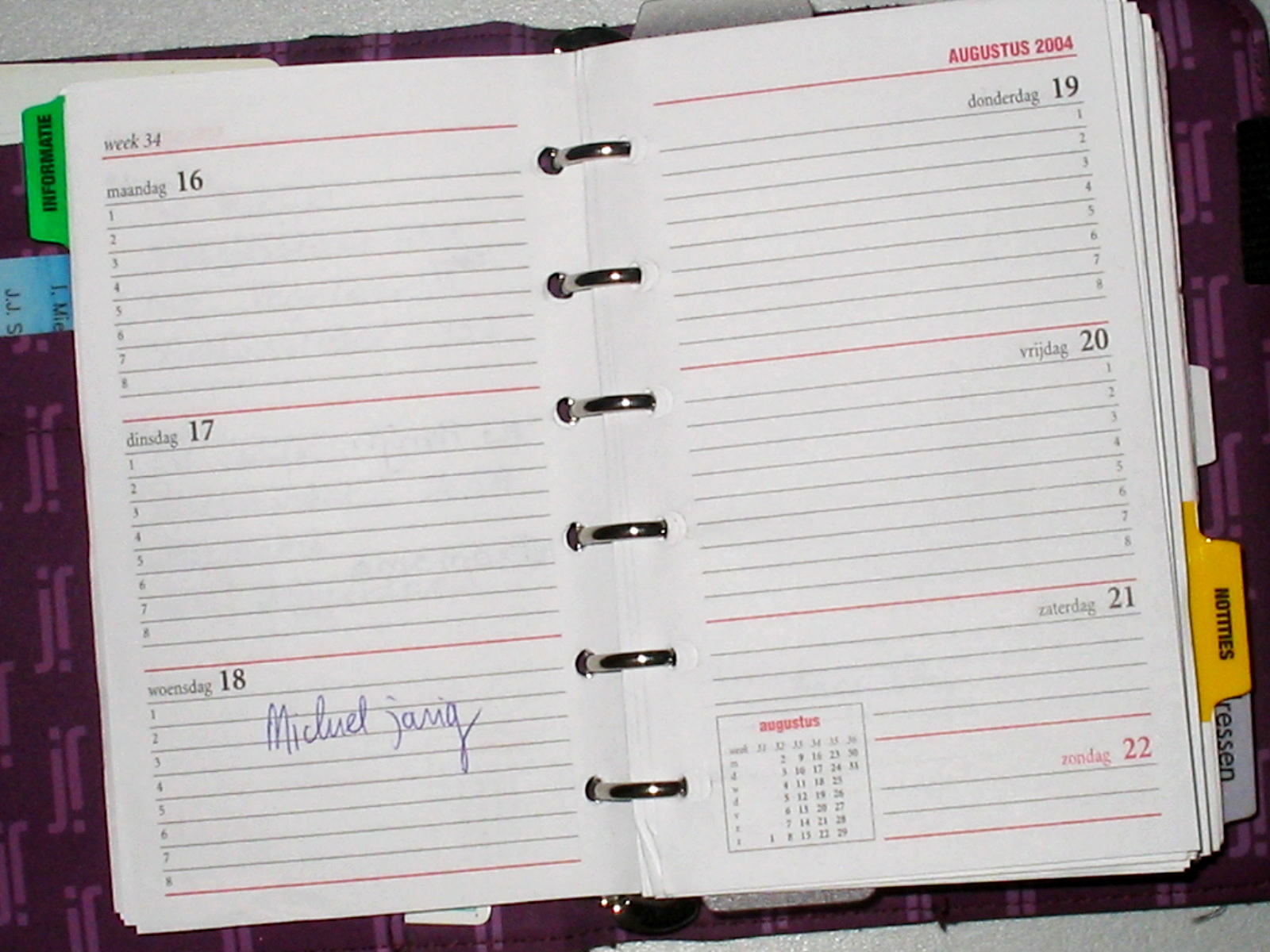
Agenda, principal concurrent du cahier de textes

## Utilité
En milieu scolaire, le cahier de textes ainsi que l'agenda sont des outils utilisés pour pouvoir noter la plupart des devoirs, pour un rappel ou qu'un enseignant attribue une note, un avertissement, ou adresse un message aux parents des élèves.
Ils servent aussi à faire vérifier la véracité ou l'étude d'un mot qui a été donné tantôt à l’élève concerné et qui est à signer ou à signaler à une date précise ou, généralement, le plus tôt possible.
Dans d'autres secteurs ou tout simplement pour une utilisation personnelle et privée, le cahier de textes est essentiellement là pour ne pas faire oublier un événement important et écrire des informations, mais rarement pour signer ou rappeler des notes.

## Différences entre le cahier de textes et l’agenda
Entre un cahier de textes classique et un agenda, les différences sont assez nombreuses :
- Un agenda contient plus de pages qu'un cahier de textes ;
- Un cahier de textes contient souvent des dates et des notes précises concernant les matières à étudier en milieu scolaire, alors qu'un agenda possède habituellement un contenu absolument neutre.
- On écrit pour un jour ou une date imprécise dans un cahier de textes, tandis qu'on écrit les événements par date inscrite en haut de la page pour l’agenda, ce qui fait leur principale différence, visible immédiatement d'ailleurs ;
- À l'époque, un cahier de textes contenait souvent plus d'informations facultatives et personnelles qu'un agenda, bien que cette différence se fasse de plus en plus minime aujourd'hui[1].